# Annika Ljungberg

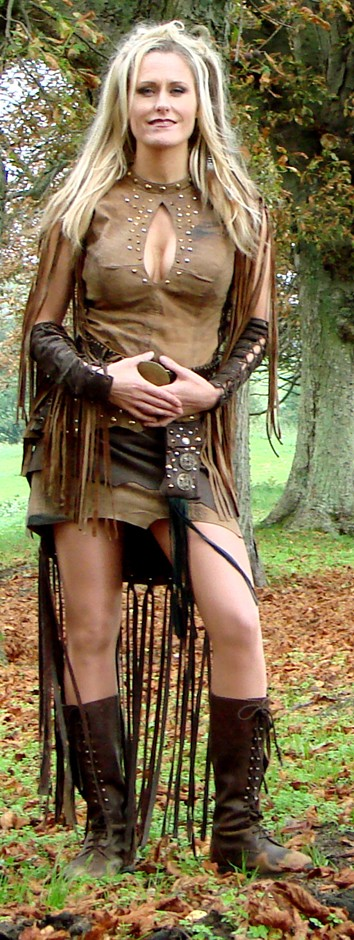
Annika Ljungberg (2006)

Annika Ljungberg (Aussprache [ˌanːika ˈʝɵŋːbæɹʝ], vollständig Karin Annika Ljungberg, auch Mary Joe) (* 31. März 1969 in Stockholm) ist eine schwedische Sängerin. Sie wurde mit der Band Rednex 1994 bekannt.

## Werk
Sie sang beim internationalen Durchbruch und größten Erfolg der Band Cotton Eye Joe. Es folgten weitere Hits wie Wish You Were Here, Old Pop in an Oak und Wild and Free.
1996 verließ Ljungberg Rednex, um eine Solokarriere zu starten. Sie veröffentlichte mehrere Singles und ein Album als Solo-Sängerin und arbeitete bei verschiedenen Musik-Projekten mit. Sie sammelte auch Erfahrungen als Fernsehmoderatorin bei der Sendung Festfixarna und einer Kindersendung.
Ende 2004 stieg Ljungberg wieder als Sängerin bei Rednex ein und gewann mit der Single Mama Take Me Home innerhalb weniger Wochen eine Goldene Schallplatte. Auch die Nachfolgesingle Fe Fi (The Old Man Died) platzierte sich in den schwedischen Charts. 2008 verließ sie die Gruppe erneut. 
Rednex und Ljungberg nahmen gemeinsam mit der Band Ro-Mania an der nationalen Vorentscheidung Rumäniens zum Eurovision Song Contest 2007 mit dem Lied Well-o-wee teil, das Lied wurde jedoch disqualifiziert. Ebenfalls nahm sie im Folgejahr mit dem Titel Railroad, Railroad beim rumänischen Vorentscheid teil.

## Persönliches
Von 1999 bis 2014 war Ljungberg mit ihrem Rednex-Bandkollegen Jens Sylsjö verheiratet, mit dem sie ein gemeinsames Kind hat.

## Veröffentlichungen mit Rednex
- Cotton Eye Joe (1994)
- Old Pop in an Oak (1995)
- Sex and Violins (Album 1995)
- Wish You Were Here (1995)
- Wild and Free (1995)
- Rolling Home (1995)
- Riding Alone (1997)
- Mama Take Me Home (2006)
- Fe Fi (2006)
- Anyway You Want Me (2007)
- Looking for a Star (2007)
- Well o’ wee (2007) (feat. Ro-mania)
- Railroad, Railroad (2008) (feat. Ro-mania)
- Football is Our Religion (2008) (EM-Song)

## Soloveröffentlichungen
- Flower in My Garden (1996)
- Me and Myself (Album 1997)
- The Reddest Rose (1997)
- Me and Myself (1997)
- Legend of Mana (Playstation-Track 1998)
- Tell Me Why (Single mit Countrysängerin Jill Johnson, 1998)
- Sail Away (2002)

## Anderes
- Whoopz Sisters - Whoopz Sisters Medley (2001)
- AIK - Tillsammans är vi stolta AIK